# Chasse à l'homme
Pour les articles homonymes, voir Chasse à l'homme (homonymie).
 (janvier 2017).
Une chasse à l'homme est une forme de chasse dont la proie est un humain. Elle a pris différents aspects au cours de l'histoire, de la chasse aux esclaves à la chasse aux Juifs en passant par le massacre d'indigènes (voir Alakalufs).
La téléréalité s'empare de ce thème en 2015 : Hunted est une émission britannique diffusée au Royaume-Uni en 2015, puis aux États-Unis en 2017. Elle a failli être adaptée en France, mais l'attentat dirigé contre Charlie Hebdo en a dissuadé les chaînes de télévision qui la produisaient. En effet, ces dernières jugeaient cette thématique encore trop sensible, et la traque technologique de candidats par d'anciens policiers de l'anti-terrorisme pouvait donner de précieux renseignements aux terroristes.
En France, l'émission est produit par Endemol Shine Group et commandé par RMC Découverte sous le titre Escape, 21 jours pour disparaître, dont la première est prévue en 2018. En 2021, Prime Video diffuse une version française de Celebrity Hunted. 